# Pulvinula carbonaria
Pulvinula carbonaria är en svampart som först beskrevs av Karl Wilhelm Gottlieb Leopold Fuckel, och fick sitt nu gällande namn av Jean Louis Emile Boudier. Pulvinula carbonaria ingår i släktet Pulvinula, ordningen skålsvampar, klassen Pezizomycetes, divisionen sporsäcksvampar och riket svampar.   Inga underarter finns listade i Catalogue of Life.